# Aeropuerto Internacional de Kaohsiung
El Aeropuerto Internacional de Kaohsiung (IATA: KHH, ICAO: RCKH) es un aeropuerto comercial de tamaño medio, situado en la ciudad de Kaohsiung, República de China, al sur de Taiwán. Sirve principalmente como enlace entre los países del sudeste asiático, y como apoyo al Aeropuerto Internacional de Taiwán Taoyuan, originalmente denominado Aeropuerto Internacional Chiang Kai-shek. 
El aeropuerto se localiza en el distrito de Siaogang, al sur de la ciudad de Kaohsiung, y por eso también es conocido como Aeropuerto de Siaogang', y como Aeropuerto de Kaohsiung Siaogang Airport.

## Historia
Originalmente construido como base del Escuadrón Aéreo del Ejército Imperial Japonés en 1942 durante la etapa del dominio japonés de Taiwán, el aeropuerto de Kaohsiung conservó su propósito militar cuando el gobierno de la República de China tomó por primera vez el control de Taiwán en 1945. Debido a la necesidad de disponer una base para el transporte civil en el sur de Taiwán, fue desmilitarizado y convertido en un aeropuerto civil doméstico en 1965, y posteriormente ascendido al estatus de aeropuerto internacional en 1969, con vuelos internacionales regulares a partir de 1972.
Durante un breve período, en 1998, EVA Air abrió un vuelo directo desde Kaohsiung a Los Ángeles, pero dada su baja utilización, pronto fue interrumpido. 
En el año 2006, se añadieron nuevos vuelos a destinos del sur de Corea y Japón. El Aeropuerto Internacional de Kaohsiung es el segundo aeropuerto de Taiwán.
En la actualidad, los pasajeros que viajen a Europa, Australia, o Norteamérica pueden utilizar vuelos que conectan con el Aeropuerto Internacional de Taiwán Taoyuan, desde donde se pueden realizar la mayoría de los vuelos internacionales.

## Terminales

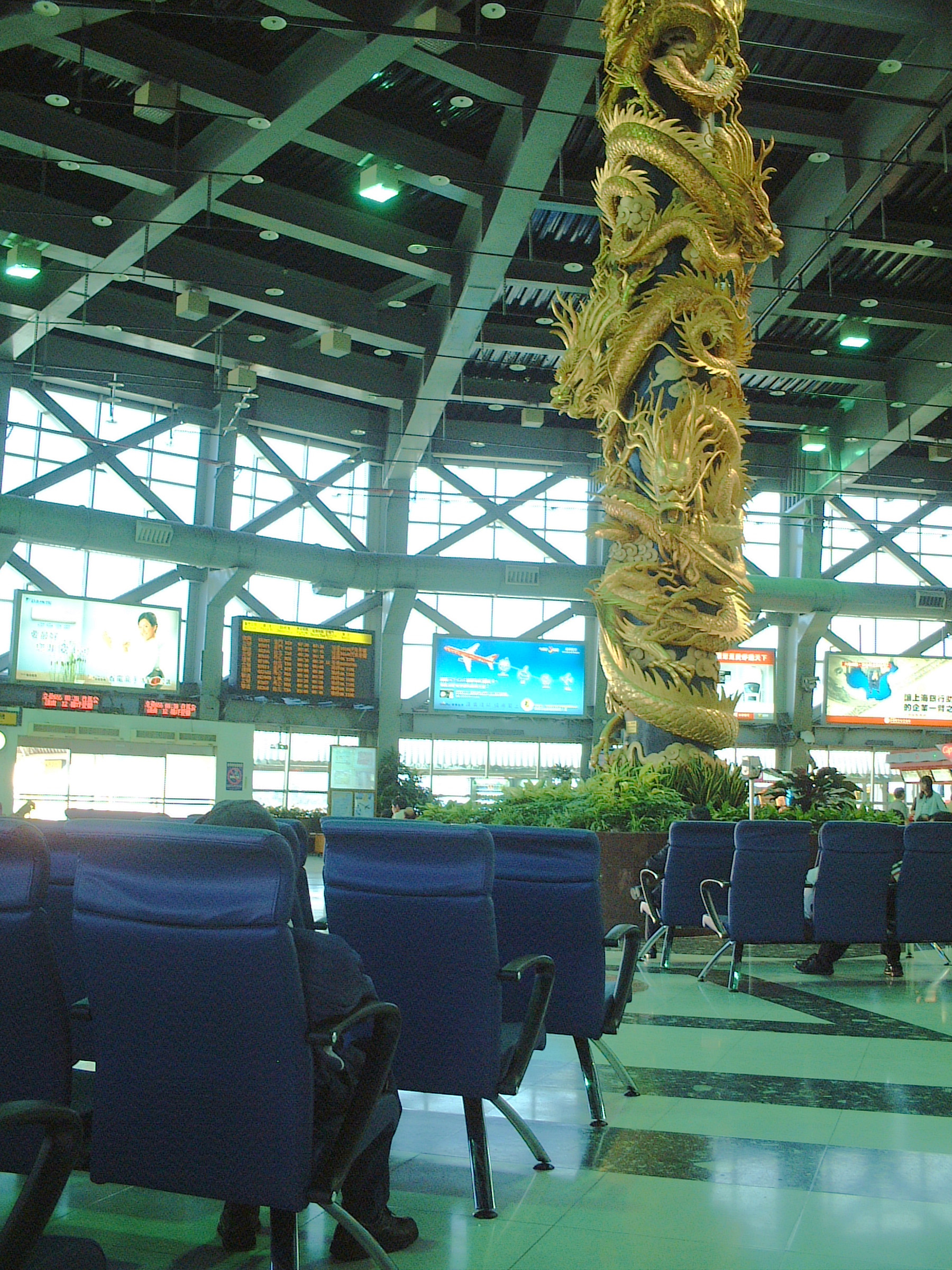
Interior del área de la terminal de salidas nacionales.

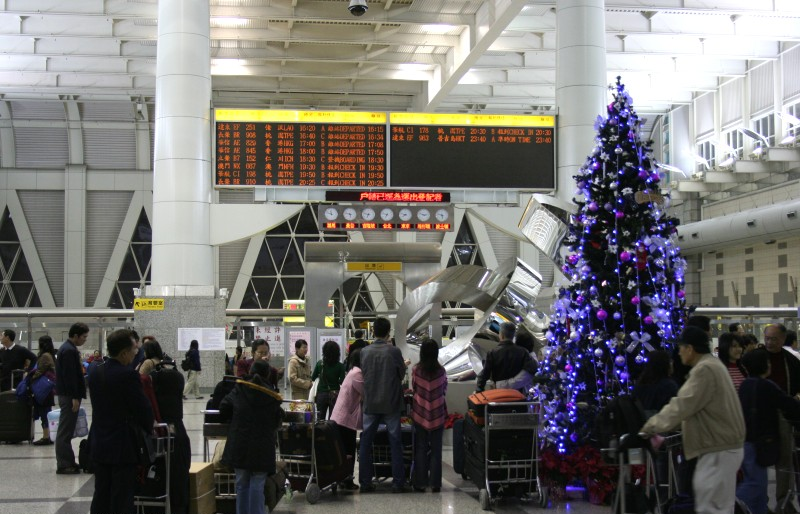
Interior de la terminal internacional.

Aeropuerto Internacional de Kaohsiung tiene dos terminales: una nacional, y otra internacional.
La terminal nacional se construyó en 1965, cuando fue abierto como aeropuerto civil. A lo largo de los años,
se sucedieron numerosas ampliaciones y mejoras, pero nunca se instalaron jet bridge. En su mayor parte, es aceptable, puesto que la terminal de vuelos interiores da servicio a naves más pequeñas, que no pueden usarlos. La terminal nacional también prestó servicio a vuelos internacionales antes de que abriera la nueva terminal internacional, en 1997. 
La terminal internacional se inauguró en 1997, y todas sus puertas tienen jet bridges. Da servicio a todos los vuelos internacionales, así como a los vuelos de conexión al Aeropuerto Internacional de Taiwán Taoyuan. Los pasajeros pasan el control de aduana en Kaohsiung, y no necesitan repetirlo en Taoyuan, evitando congestiones en este aeropuerto, y ahorrándose de este modo mucho tiempo entre vuelos. Como muchas de las modernas terminales de aeropuerto, el edificio tiene techos muy altos en el área de facturación y el exterior usa paneles de cristal de manera sistemática. El área ocupada por la terminal internacional triplica la de la terminal nacional.

## Líneas aéreas
| Año  | Total de pasajeros |
| 1994 | 7,760,903          |
| 1995 | 9,357,627          |
| 1996 | 11,625,885         |
| 1997 | 12,128,704         |
| 1998 | 11,051,459         |
| 1999 | 10,745,131         |
| 2000 | 9,143,844          |
| 2002 | 7,799,315          |
| 2003 | 6,636,177          |
| 2004 | 7,582,710          |
| ---- | ------------------ |

### Líneas nacionales
- China Airlines 
  - Mandarin Airlines (Hualien, Taipei-Songshan)
- Daily Air (Chimay, Wonan)
- EVA Air
  - Uni Air (Kinmen, Makung, Taipei-Songshan)
- Far Eastern Air Transport (Hualien, Taipei-Songshan)
- TransAsia Airways (Kinmen, Makung, Taipei-Songshan)

### Líneas internacionales
- Air Macau (Macau)
- Asian Spirit (Basco) [estacional]
- Cathay Pacific 
  - Dragonair (Hong Kong)
- China Airlines  (Bangkok-Suvarnabhumi, Chiang Mai, Ho Chi Minh City, Hong Kong, Kuala Lumpur, Manila, Nagoya-Centrair, Singapur, Taipei-Taoyuan)
  - Mandarin Airlines (Hong Kong)
- EVA Air (Macau, Taipei-Taoyuan)
  - Uni Air (Bangkok-Suvarnabhumi, Hanói, Seoul-Incheon)
- Far Eastern Air Transport (Cheju, Laoag, Seoul-Incheon, Siem Reap, Taipei-Taoyuan)
- Japan Airlines 
  - Japan Asia Airways (Tokio-Narita)
- Malaysia Airlines  (Kuala Lumpur, Kota Kinabalu)
- Singapore Airlines 
  - Silkair (Singapur) [empieza el 25 de mayo de 2007]
- Angkor Airways  (Angkor)
- TransAsia Airways  (Macau)
- Vietnam Airlines  (Ho Chi Minh City)

## Estadísticas
Ver fuente y consulta Wikidata.